# لوحات تسجيل المركبات في الإمارات العربية المتحدة
تخضع لوحات تسجيل المركبات في الإمارات العربية المتحدة لسلطة كل إمارة من الإمارات السبع، ولكل منها تصميمها الفريد ونظام ترقيمها.

## التصميم
كل إمارة لديها تصميم لوحة تسجيل المركبات الخاص بها.
| الإمارة          | الصورة | الصورة | الوصف |
| ---------------- | ------ | ------ | --- |
| إمارة أبو ظبي    |        |        | تحتوي لوحات تسجيل المركبات في أبو ظبي على شريطٍ أحمر على الجانب الأيسر أو العُلوي، أو تحتوي على أحدِ الأرقام 1، 4، 5، 6، 7، 8، 9، 10، 11، 12، 13، 14، 15، 16 أو 17، 50 (لمُدة سنة). وتتألّف من 5 أرقام بحدٍ أقصى. |
| إمارة عجمان      |        |        | تحتوي لوحات تسجيل المركبات في عجمان على واحدٍ من الحروف H ،E ،D ،C ،B ،A. وتتألّف من 5 أرقام بحدٍ أقصى. |
| إمارة دبي        |        |        | تحتوي لوحات تسجيل المركبات في دبي على واحدٍ أو اثنين من الحروف من A إلى Z على خلفيةٍ بيضاء. وتتألّف من 5 أرقام بحدٍ أقصى.                                                                                       |
| إمارة الفجيرة    |        |        | تحتوي لوحات تسجيل المركبات في الفجيرة على واحدٍ من الحروف من A إلى G أو T ،S ،R ،P ،M ،K على خلفيةٍ بيضاء. وتتألّف من 5 أرقام بحدٍ أقصى.                                                                        |
| إمارة رأس الخيمة |        |        | تحتوي لوحات تسجيل المركبات في رأس الخيمة على واحدٍ من الحروف Y ،V ،S ،N ،M ،K ،I ،D ،C ،A على خلفيةٍ بيضاء. وقد تحتوي على صورة قلعة. وتتألّف من 5 أرقام بحدٍ أقصى.                                              |
| إمارة الشارقة    |        |        | تحتوي لوحات تسجيل المركبات في الشارقة على أحدِ الأرقام 1، 2، 3 على خلفيةٍ برتقالية أو بيضاء. وتتألّف من 5 أرقام بحدٍ أقصى.                                                                                      |
| إمارة أم القيوين |        |        | تحتوي لوحات تسجيل المركبات في أم القيوين على واحدٍ من الحروف X ،I ،H ،G ،F ،E ،D ،C ،B ،A على خلفيةٍ بيضاء. وقد تحتوي على صورة قلعة. وتتألّف من 5 أرقام بحدٍ أقصى.                                              |